# Now What?!
Now What?! ist das 19. Studioalbum der englischen Rockband Deep Purple. Es erschien am 26. April 2013 bei earMusic, in Deutschland bei Edel. Das Album erreichte in diversen Ländern die Chartposition 1 als auch die Goldene Schallplatte.

## Geschichte
Nachdem die Songwriting-Sessions im März 2011 in Spanien und nach einer Tournee durch Kanada im Frühjahr 2012 in Werne stattgefunden hatten, wurde das Album ab Juni 2012 in den Studios “The Tracking Room” und “Anarchy Studios” in Nashville, Tennessee aufgenommen und von Bob Ezrin produziert. Ezrin ließ die Gruppe alle Lieder gemeinsam aufnehmen, um zu erreichen, dass sich die Musiker gegenseitig anfeuern. Die Tonmischung fand in den “Anarchy Studios” statt, außerdem wurden im Studio “Rainbow Recorders” zusätzliche Keyboard-Spuren aufgenommen. Der Albumtitel wurde am 26. Februar 2013 bekanntgegeben.
Das Album erschien auch als limitierte Digipak-Version mit einer zusätzlichen DVD mit Interview- und sonstigen Bonusmaterial. Auch eine Doppel-Vinyl-Veröffentlichung mit demselben Bonustitel wie bei der limitierten CD-Version war geplant.
Für das Albumbooklet ließ sich die Band während einer Europa-Tournee im November 2012 in Berlin fotografieren. Sie posierte in der Innenstadt und an der East Side Gallery. Die Fotos wurden von Jim Rakete aufgenommen.
Die Band widmete Now What?! ihrem 2012 verstorbenen Mitgründer und ehemaligem Keyboarder Jon Lord mit dem Text: This Album is dedicated to Jon Lord. Souls, having touched, are forever entwined. (Dieses Album ist Jon Lord gewidmet. Seelen, die sich berührt haben, sind für immer umschlungen.)

## Singles
Als erste Single wurde das Lied All the Time in the World ausgekoppelt. Der Single-Edit hatte ein Laufzeit von 3:47 Minuten, während die Album-Version eine Spiellänge von 4:21 Minuten hatte. Dem Lied wurde bescheinigt, dass es „in einer besseren Welt, in der Radiosender noch Musik spielen, der erste Radio-Hit von Deep Purple“ hätte werden können. Im Anschluss an All the Time in the World veröffentlichte die Gruppe das Lied Vincent Price, eine Hommage an den gleichnamigen Schauspieler, als zweite Singleauskopplung. Zu diesem Lied wurde im Berlin Dungeon ein Musikvideo gedreht. Vincent Price wurde ab 7. Juni 2013 zusammen mit dem Titel First Sign of Madness, der nicht Bestandteil des Albums ist, in folgenden Varianten verkauft: Download, CD-Single und transparente Vinyl-Single.

## Titelliste
| Nr. | Titel                             | Länge |
| --- | --------------------------------- | ----- |
| 1.  | A Simple Song                     | 4:39  |
| 2.  | Weirdistan                        | 5:40  |
| 3.  | Out of Hand                       | 6:09  |
| 4.  | Hell to Pay                       | 5:10  |
| 5.  | Body Line                         | 4:26  |
| 6.  | Above and Beyond                  | 5:30  |
| 7.  | Blood from a Stone                | 5:18  |
| 8.  | Uncommon Man                      | 7:02  |
| 9.  | Après Vous                        | 5:24  |
| 10. | All the Time in the World         | 4:21  |
| 11. | Vincent Price                     | 4:46  |
| 12. | It’ll Be Me (nur Limited Edition) | 3:02  |

Alle Songs außer „It’ll Be Me“ wurden von Don Airey, Ian Gillan, Roger Glover, Steve Morse, Ian Paice und Bob Ezrin geschrieben. „It’ll Be Me“ wurde von Jack Clement geschrieben.

## Gastmusiker
- Jason Roller – Akustikgitarre bei All the Time in the World
- Eric Darken – Percussion bei Bodyline und All the Time in the World
- Mike Johnson – Pedalsteel-Gitarre bei All the Time in the World und Vincent Price
- David Hamilton – Keyboards bei Uncommon Man, Weirdistan und Above and Beyond
- Studenten der Nimbus School of Recording Arts – Backgroundchor bei Hell to Pay

## Erfolg

### Rezension
Auf der Webseite des SWR 4 wurde das Album gelobt, die Band habe „einen neuen Meilenstein der Rockmusik produziert“ und sei „musikalisch wie technisch auf höchstem Niveau“.
Das deutsche Magazin Rocks schrieb, Produzent Bob Ezrin habe „genau verstanden,“ worum es der Band gehe. Now What?! klinge „besser als jede Deep-Purple-Platte der vergangenen Jahrzehnte.“ Hier folge „der Klang der Intention der Musik, die immer noch mächtig und kompakt“ sei. Die Grundierung lieferten die „in der Tat innovativen Riffs, die Gitarre und Hammond-Orgel zu einer dräuenden Einheit“ formten, und „dennoch Swing und Transparenz“ besäßen. Im Fazit stellt der Rezensent fest, dass Now What?! „ein mehr als würdiges Vermächtnis“ darstelle, falls es sich um das letzte Studioalbum der Band handeln würde. Das Album erhielt die Bestnote (6 Punkte).

### Charts und Chartplatzierungen
Now What?! erreichte in Deutschland die Chartspitze der Albumcharts und platzierte sich eine Woche an ebendieser sowie zwei Wochen in den Top 10 und 17 Wochen in den Top 100. Darüber hinaus erreichte das Album ebenfalls die Chartspitze der deutschen Independentcharts. In Österreich erreichte das Album ebenfalls die Chartspitze und platzierte sich auch eine Woche an ebendieser und sechs Wochen in den Charts. In der Schweizer Hitparade erreichte das Album Rang zwei und hielt sich zwei Wochen in den Top 10 und 14 Wochen in den Charts. In den britischen Singlecharts erreichte Now What?! in vier Chartwochen mit Rang 19 seine höchste Chartnotierung, in den US-amerikanischen Billboard 200 in zwei Chartwochen mit Rang 110. 2013 platzierte sich das Album auf Rang 93 der deutschen Album-Jahrescharts sowie auf Rang 99 in der Schweiz.
| ChartsChartplatzierungen       | Höchstplatzierung | Wochen |
| ------------------------------ | ----------------- | ------ |
| Deutschland (GfK)              | 1 (17 Wo.)        | 17     |
| Österreich (Ö3)                | 1 (6 Wo.)         | 6      |
| Schweiz (IFPI)                 | 2 (14 Wo.)        | 14     |
| Vereinigtes Königreich (OCC)   | 19 (4 Wo.)        | 4      |
| Vereinigte Staaten (Billboard) | 110 (2 Wo.)       | 2      |

| ChartsJahrescharts (2013) | Platzierung |
| ------------------------- | ----------- |
| Deutschland (GfK)         | 93          |
| Schweiz (IFPI)            | 99          |

### Auszeichnungen für Musikverkäufe
| Land/Region        | Auszeichnungen für Musikverkäufe (Land/Region, Auszeichnung, Verkäufe) | Verkäufe  |
| ------------------ | ---------------------------------------------------------------------- | --------- |
| Deutschland (BVMI) | Gold                                                                   | (100.000) |
| Europa (Impala)    | Diamant                                                                | 200.000   |
| Polen (ZPAV)       | Gold                                                                   | (10.000)  |
| Russland (NFPF)    | Gold                                                                   | 25.000    |
| Tschechien (IFPI)  | Gold                                                                   | (2.500)   |
| Insgesamt          | 4× Gold · 1× Diamant ·                                                 | 225.000   |